# Fatima Zibouh
 (novembre 2024).
Fatima Zibouh, née à Berchem-Sainte-Agathe le 4 septembre 1981, est une politologue et militante belge d'origine marocaine.

## Famille
La famille de Fatima Zibouh est originaire de Tafersit, un village du Rif dont la moitié des habitants ont immigré en Europe et en particulier en Belgique, à Molenbeek-Saint-Jean. Elle est l'aînée d’une famille de quatre enfants : elle a deux sœurs et un frère. Son père travaille comme électricien. Elle raconte que sa mère n'a jamais été à l'école, tandis qu'elle a été jusqu'au doctorat universitaire. L'entrée à l'université a été un « choc culturel » et une « immense découverte ».

## Études et carrière professionnelle
Fatima Zibouh est licenciée en sciences politiques de l'Université libre de Bruxelles, titulaire d’un Master spécialisé en Droits de l’Homme (Université catholique de Louvain) et d'un doctorat en sciences politiques et sociales (Université de Liège).
À partir de 2007, elle est chercheuse puis collaboratrice scientifique au Centre d'Études de l'Ethnicité et des Migrations (CEDEM, Université de Liège),. Sa thèse de doctorat portait sur les expressions culturelles et artistiques des minorités ethniques.
Fatima Zibouh cofonde en 2013  l'Association sans but lucratif (ASBL) Empowering Belgian Muslims (EmBeM), avec le militant pour un islam libéral européen Michaël Privot, ex-Frère musulman,, membre du Mouvement contre le racisme, l'antisémitisme et la xénophobie (il comptait parmi les "putschistes" de ce mouvement)[pas clair]. Parmi les fondateurs figurent aussi la politicienne belgo-turque Mahinur Özdemir et Zaki Chairi. EmBeM est dissoute en 2023.
Fatima Zibouh est responsable d'Actiris Inclusive, le service anti-discrimination et spécialisé sur les questions d'inclusion, discrimination et diversité au sein de l'organisme bruxellois de l'emploi.

## Mandats
En février 2010, après un appel aux candidatures externes, elle a été nommée pour un mandat de cinq ans par le parti Ecolo comme membre suppléante du conseil d'administration du Centre pour l'égalité des chances et la lutte contre le racisme. Cette nomination avait été vivement critiquée à l'époque par certains politiciens, notamment le sénateur Alain Destexhe, en raison du fait qu'elle porte un foulard. Fatima Zibouh avait réagi en déclarant qu'elle n'était pas un foulard ambulant,,.
Elle est membre du conseil d'administration de l'Association belge de science politique de mars 2012 à mars 2015.
En septembre 2020, elle intègre le conseil d’administration du Centre pour la justice intersectionnelle, association créée en 2017 à Berlin pour favoriser le plaidoyer, la recherche et la formation pour une politique de lutte contre la discrimination et une action égalitaire et inclusive.
Le 26 janvier 2023, elle est désignée par l'ASBL Brussels 2030 comme co-chargée de mission dans la préparation de la candidature de Molenbeek-Saint-Jean, commune connue pour sa large population d’origine étrangère, au statut de capitale européenne de la culture en 2030 aux côtés du dramaturge flamand bruxellois Jan Goossens. Elle remplace Hadja Lahbib, nommée ministre des affaires étrangères. Comme en 2010, des politiciens mettent en cause son choix pour cause de port du foulard, notamment le chef de groupe DéFI au Parlement de la région de Bruxelles-Capitale, Christophe Magdalijns. Le 8 février 2023, dans le sillage de cette polémique, l'entrepreneur wallon Laurent Minguet publie un tweet sous forme de comptine appelant à lapider Fatima Zibouh. Ce tweet est condamné par l'Académie Royale de Belgique dont il est membre ainsi que par tous les groupes politiques parlementaires francophones et la ministre de tutelle de l'Académie, Valérie Glatigny.
En décembre 2024, Fatima Zibouh propose de fêter l’Aïd, Hanoukka ou donner un jour de congé pour le Ramadan dans les écoles de la Fédération Wallonie-Bruxelles.

## Controverse
Fatima Zibouh est exclue d'un débat sur l'antiracisme au Musée Juif de Belgique après des menaces et accusations d'instrumentalisation par l'Iran provenant de milieux juifs laïcs. Les intervenants du débat condamnent son exclusion et l'Union des Étudiants Juifs de Belgique déclare « soutenir à 100% » Fatima Zibouh et reconnait l'importance de son droit de parole.
Ses détracteurs lui reprochent des accointances avec les Frères musulmans, sans que ces accusations n’aient été démontrées,.
En 2019, Fatima Zibouh lance Women 100 (W100), « plateforme composée de femmes issues des quatre coins de la Région de Bruxelles-Capitale » que fréquentent entre autres Mahinur Özdemir et la jeune militante pro-voile Fatima-Zohra Ait El Maati. En 2020, Fatima Zibouh est invitée avec d'autres personnalités au déjeuner donné au palais royal à l'occasion de la journée internationale pour les droits des femmes. En 2021, W100 organise place de la Bourse une vaste exposition en plein air des portraits photos de 100 femmes ayant exercé un leadership à Bruxelles durant la crise Covid. Parmi les leaders qui portent un foulard, outre Fatima Zibouh elle-même, on reconnaît Ihsane Haouach, Fatima-Zohra Ait El Maati et la permanente du syndicat chrétien CSC, Eva Maria Jimenez Lamas.

## Distinctions
- 2010 : Désignation en tant que « Femme d'honneur », par l'Université de Liège (Faculté des Sciences Humaines et Sociales)[26].
- 2014 : Prix de l'Observatoire des politiques culturelles. Diwan Award de la Personnalité de l'année[27].
- 2019 : Désignation en tant que VUB Fellow par le conseil d’administration de la Vrije Universiteit Brussel[28].
- 2020 : Invitée par le ministre MR des Affaires étrangères et de la Défense Philippe Goffin avec trois autres panélistes, afin de mettre « en avant leurs expériences de femmes issues de l'immigration et leur contribution à une plus grande diversité de la société belge », à un événement au Palais d'Egmont intitulé « Femmes ambassadrices de la diversité belge »[10],[29].
- 2021 : Sélectionnée dans la liste des Belgium's 40 under 40 pour faire partie de la première cohorte des 40 jeunes leaders de moins de 40 ans[30].

## Publications
- "Le droit de vote des étrangers aux élections municipales de 2006 en Belgique", Migrations-Société, 2007/6 (no 114), pp. 141–149
- La participation politique des élus d’origine maghrébine. Elections régionales bruxelloises et stratégies électorales, Éditions Academia-Bruylant, Cahiers Migrations, numéro 41, février 2010,  (ISBN 2872099697)
- Représentation, identités et engagement politique des minorités ethnoculturelles à travers l’expression artistique, Quatrième Congrès international du réseau francophone des Associations de Science politique : « Être gouverné au 21e siècle », avril 2011
- "La représentation politique des musulmans à Bruxelles", Brussels Studies, no 55, décembre 2011
- "Muslim political participation in Belgium: an exceptional political representation in Europe" in: Jorgen S. Nielsen, Muslim Political Participation in Europe, Edinburgh University Press, 2013
- (avec Joseph Costanzo) "Mobilisation strategies of individual and institutional actors in Brussels' artistic and cultural scenes", in: Marco Martiniello (ed.), Multiculturalism and the Arts in European Cities, Routledge, 2014,  (ISBN 9781315758381)
- (avec Marco Martiniello) "The Migration of Nigerian Women to Belgium: Qualitative Analysis of Trends and Dynamics", in: Christiane Timmerman, Marco Martiniello, Andrea Rea, Johan Wets (eds.), New Dynamics in Female Migration and Integration, Routledge, New York, 2015,  (ISBN 9781315885780)
- (avec Eric Corijn, Alain Deneef, Myriam Gérard, Henri Goldman, Michel Hubert, Alain Maskens, Yvan Vandenbergh et Philippe Van Parijs), Demain, Bruxsels: une vision pour libérer notre ville, Petite collection Politique, 2019